# Le Roman de l'avenir
Le Roman de l'avenir est un roman conjectural de l'écrivain français Félix Bodin publié en 1834 aux éditions Lecointe et Pougin. Ce roman, précurseur du genre de la science-fiction, se fixe pour objectif de raconter l'avenir de l'humanité.

## Intrigue
À la suite de la mort d'un de ses amis italiens, le visionnaire Fabio Mummio, Félix Bodin entre en possession d'un énorme volume narrant le futur de l'humanité. Il entreprend alors d'en synthétiser le contenu et décrit les progrès de l'industrie, l'utilisation des nouvelles sciences telles que le magnétisme animal et la paix universelle entre tous les hommes dont profitera tous les hommes dans l'avenir.

## Autour de l'œuvre
Le Roman de l'avenir, qualifié par l'auteur en préface de « littérature futuriste », se présente comme une simple description de l'avenir qui fait office d'introduction à un ouvrage à paraître. Le futur, situé par Félix Bodin aux environs de la fin du XXe siècle, a vu la recomposition des empires et l'apparition de nouvelles technologies.